# Una flama al meu cor
Una flama al meu cor (títol original en francès Une flamme dans mon coeur) és una pel·lícula eròtica de drama psicològic franco-suïssa co-escrita i dirigida per Alain Tanner. Ha estat doblada al català.

## Argument
Mercedes és una actriu de teatre. Té una relació tempestuosa amb Johnny, un jove immigrant algerià extremadament possessiu i gelós, que la segueix a tot arreu com una ombra. Per desfer-se d'ell, Mercedes decideix anar a viure a un hotel i un vespre, al metro, coneix en Pierre, un periodista, i comença una nova relació amb ell. Per motius laborals, en Pierre ha d'estar fora de casa durant dues setmanes. La Mercedes decideix esperar-lo però a poc a poc es descura, ja no surt de casa, menja constantment, mira la televisió, es masturba. Talla els cables del telèfon aïllant-se encara més del món, fa un striptease en una "fira local" del país, ballant juntament amb un peluix amb forma de mico gegant davant de nombrosos immigrants nord-africans i la seva parella que observen ella des de darrere d'un aparador, i acaba oblidant els diàlegs de la part de teatre. Al seu retorn, Paul queda impressionat per l'estat de Mercedes i decideix portar-la amb ell al seu proper viatge a Egipte. Un cop al Caire, però, tornarà a trobar-se passant els dies sola per la ciutat mentre ell està ocupat. Un vespre, Mercedes decideix no tornar a l'hotel, sinó anar de nou al Caire, finalment serena i somrient.

## Repartiment
- Myriam Mézières : Mercedes
- Benoît Régent : Pierre
- Azize Kabouche : Johnny
- André Marcon : Étienne
- Douglas Ireland : l'amic americà
- Jean-Gabriel Nordmann: el director
- Biana: la dissenyadora d'atrezzo
- Jean-Yves Berteloot: L'actor